# Ukrainas statliga tjänst för nödsituationer

Emblem

Ukrainas statliga tjänst för nödsituationer (ukrainska: Державна служба України з надзвичайних ситуацій, före 2012 Ukrainas katastrofministerium (ukrainska: Міністерство надзвичайних ситуацій Україниa) är den överordnade statliga myndigheten för civilförsvar och räddningstjänst i Ukraina. Myndigheten sköter administrationen av den förbjudna zonen vid Tjernobyl norr om Kiev och är underställd inrikesministeriet.
Det tidigare ministeriet bildades 1996 genom en sammanslagning av det statliga civilförsvaret och ministeriet för att röja upp efter Tjernobylolyckan. 
År 2003 övertog ministeriet ansvaret för landets brandförsvar, vilket tidigare låg under inrikesministeriet. Efter förändringen 2003 avvecklades de militära delarna och 2005 blev myndigheten en helt civil organisation och inriktad på räddningstjänst. 
Fram till en administrativ reform 2010 benämndes organisationen Ministeriet för nödsituationer och folkskydd från konsekvenserna av Tjernobylolyckan. 
Under myndigheten ligger enheter för bland annat:
- arbetarskydd för gruvor och industrier
- administration av den förbjudna zonen vid Tjernobyl
- inspektionen för tekniska säkerhetsfrågor
- förebyggande åtgärder för brandsäkerhet
- luftburen SAR~verksamhet, med bland annat fem Super Puma[1]
- Ukrainas meteorologiska institut

## Bildgalleri

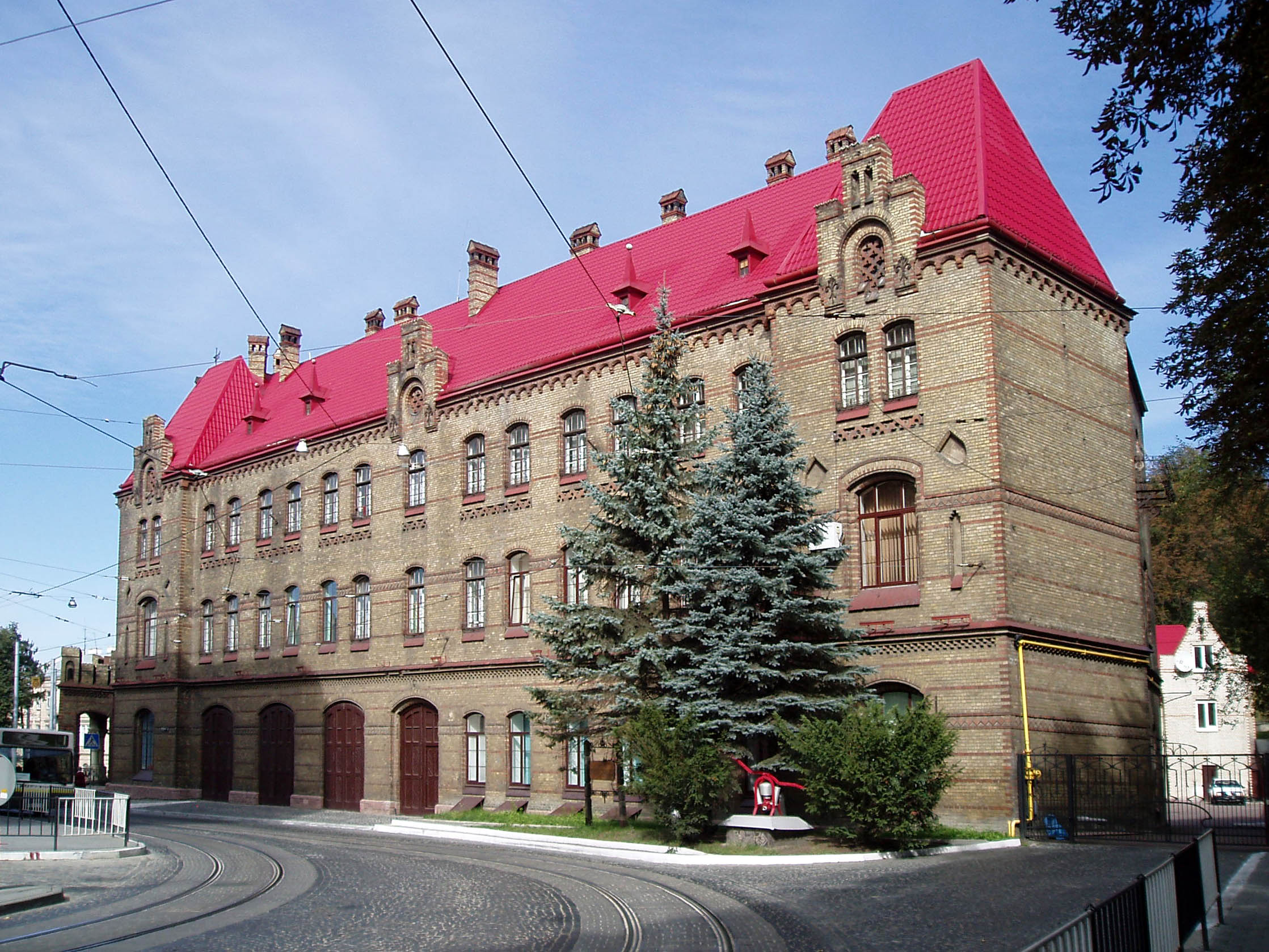
Lvivs huvudbrandstation
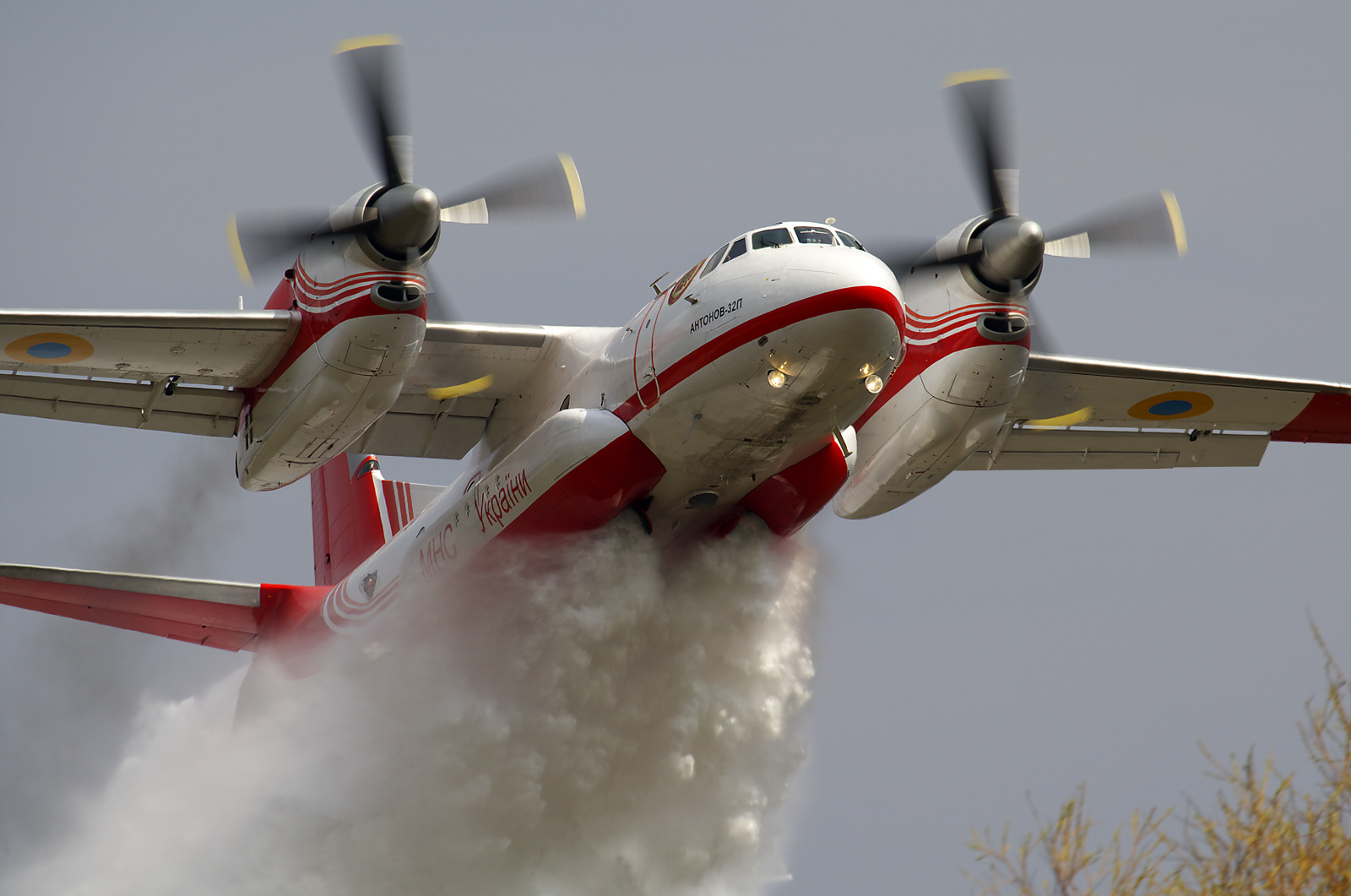
Vattenbombare av typ  Antonov An-32
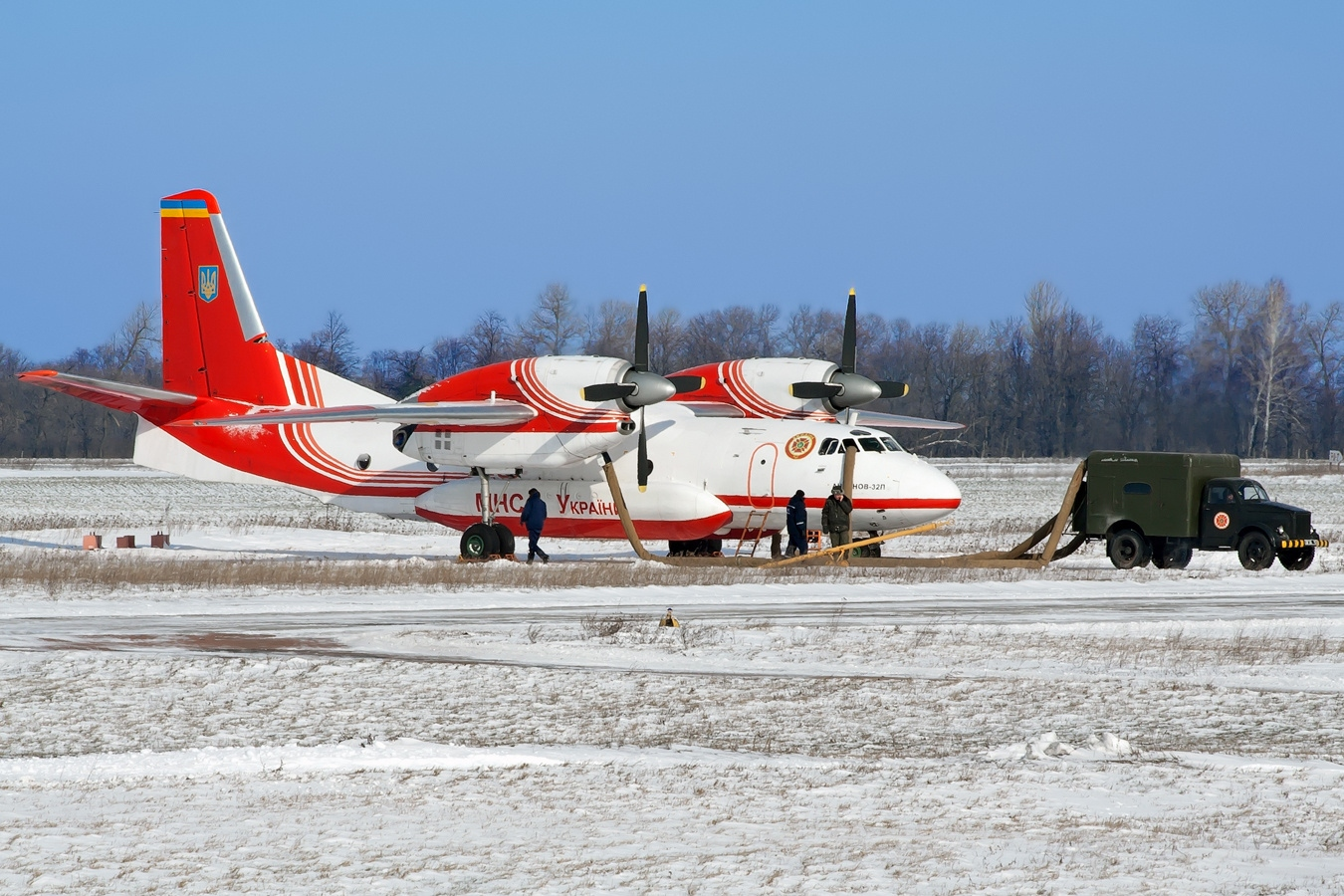
Vattenbombare av modell Antonov An-32, 2011
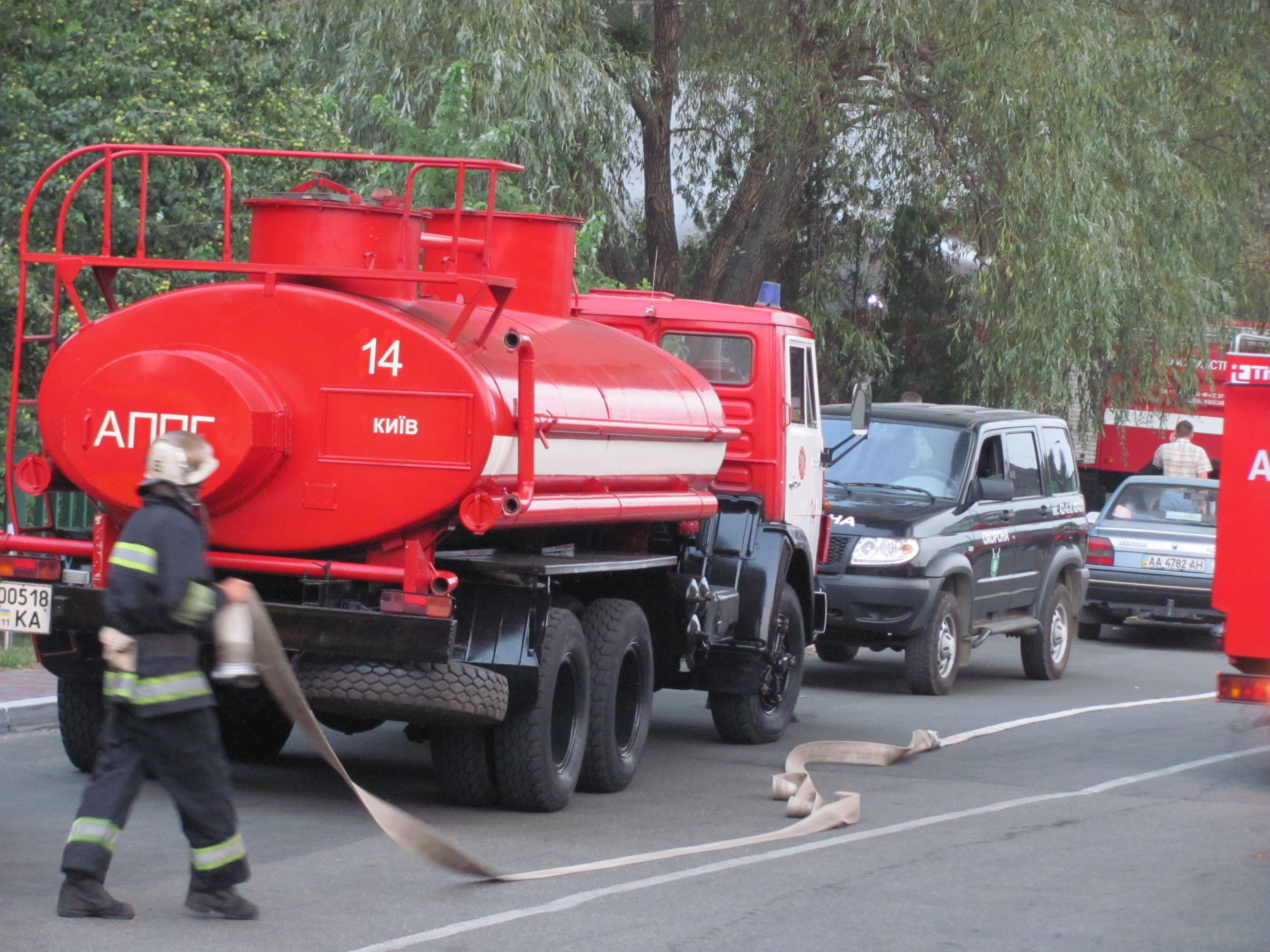
Utryckning i Kiev, 2010
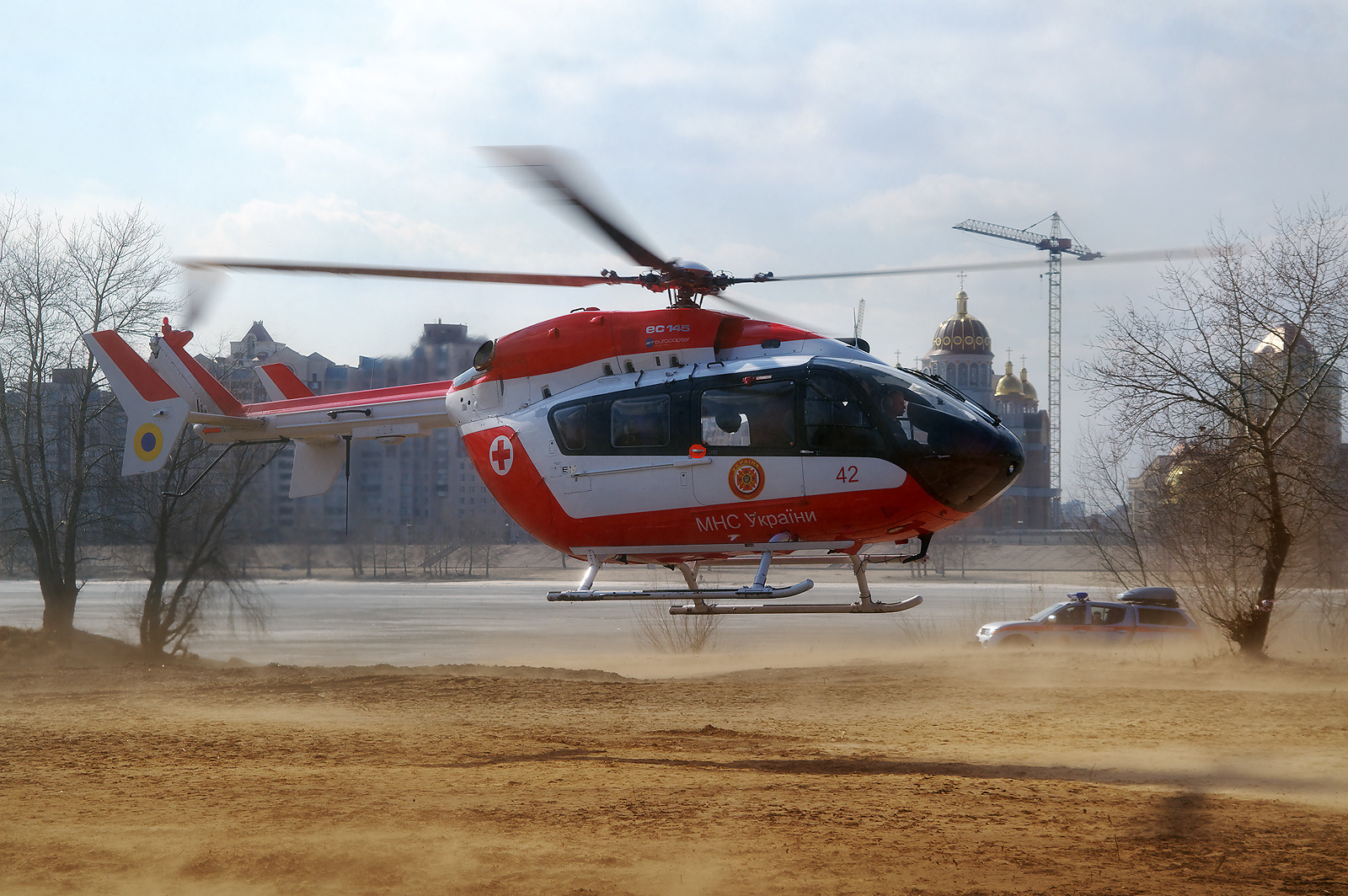
EC145-helikopter i Kiev
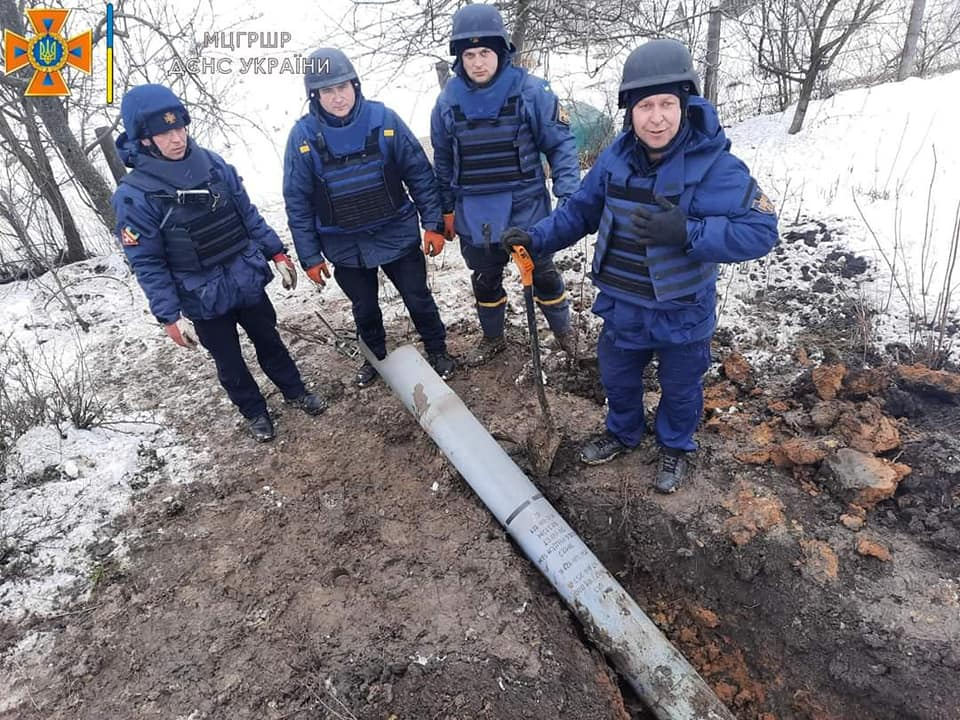
Raket från en BM-37 Uragan i Babai i Charkiv oblast den 9 mars 2022
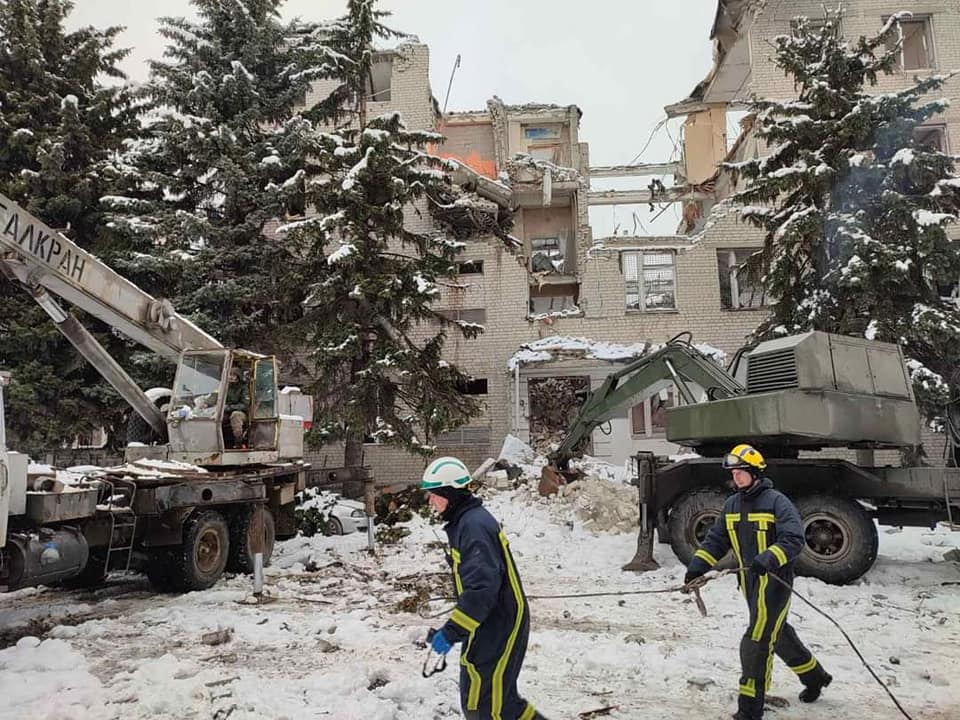
Bombröjning i Charkiv den 4 mars 2022